# Glukagon
Glukagon je polypeptidický hormon produkovaný alfa buňkami slinivky břišní, který působí proti účinkům inzulinu (antagonista inzulinu), čímž udržuje u člověka vyrovnanou hladinu glykémie. Tím předchází těžké hypoglykémii, a tak zabezpečuje neustálou výživu životně důležitých orgánů. Hlavním stimulátorem sekrece glukagonu je hypoglykémie, což znamená snížení koncentrace glukózy v krvi.

## Chemické vlastnosti
Glukagon je lineární polypeptid tvořený řetězcem 29 aminokyselin. Podle dostupných informací jsou všechny savčí glukagony strukturně identické. Strukturně se podobá glicentinu (polypeptidu s 37 aminokyselinami), který pochází ze stejného prohormonu (preproglukagonu) a vykazuje také glukagonovou aktivitu. Ve vodě je velmi málo rozpustný, rozpustnější je jeho sůl s kyselinou chlorovodíkovou, glukagon hydrochlorid. Připravuje se extrakcí z přírodního materiálu, čistí se chromatograficky a suší se lyofilizací. V čistém stavu je to amorfní nebo krystalický bílý prášek prakticky bez chuti a bez zápachu.

## Tvorba a odbourávání v organizmu

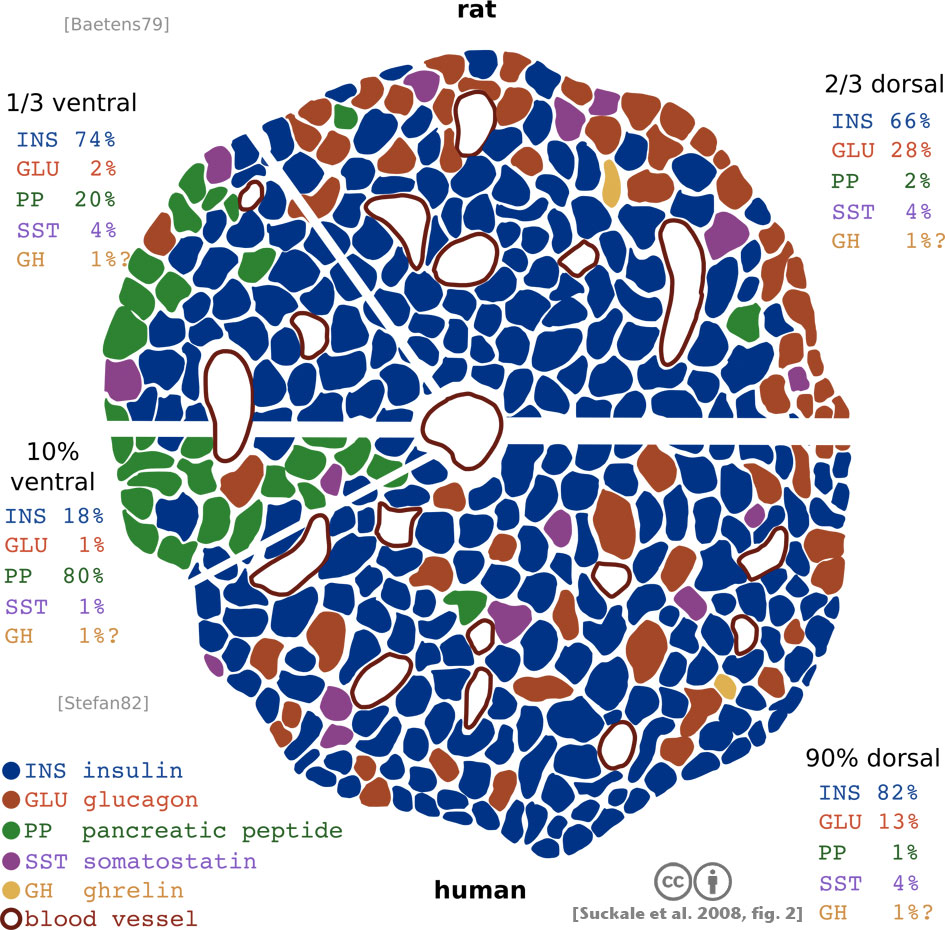
Schéma buněčného složení Langerhansových ostrůvků slinivky břišní u potkanů a lidí

Je produkován především A-buňkami Langerhansových ostrůvků slinivky břišní z preproglukagonu (proteinu o 179 aminokyselinách). V A-buňkách je uložen v sekrečních granulech. Je vytvářen také L buňkami střeva a hypotalamem. Odbourává se proteolyticky v játrech a v ledvinách, přičemž již odštěpením koncové aminokyseliny histidinu ztrácí svoji aktivitu. Poločas jeho rozpadu v krevní plazmě je 3 až 10 min.

## Funkce v organizmu

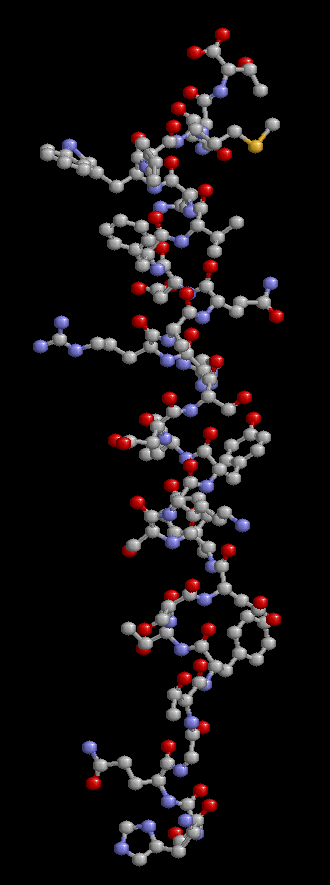
Kuličkový model molekuly glukagonu

Jeho primárním úkolem je při poklesu hladiny krevního cukru (tzv. hypoglykémii) dát játrům příkaz, aby odbourávala v nich uložený zásobní glykogen na glukózu (proces glykogenolýza). Další funkcí glukagonu je spouštění ketogeneze v játrech (tj. výroby energie pro tělo z jiných zdrojů, než z glukózy, především spalováním tuků; za normálních okolností jde o nežádoucí jev, který však dokáže tělo udržet při životě za extrémně nepříznivých podmínek). Při nedostatku inzulínu a zvýšené koncentraci glukagonu v krvi nastává ketoacidóza; proto je jedním z příznaků diabetu.

## Glukagon jako lék
U diabetiků se injekce glukagonu používá k léčbě silné hypoglykémie, při které diabetik není schopen v hypoglykemickém kómatu sníst žádné jídlo nebo pití.

### Léčba hypoglykemického kómatu
GlucaGen HypoKit je oranžová krabička obsahující hormon glukagon ve formě prášku a injekci s vodným roztokem. Před aplikací je nutno vstříknout vodný roztok z injekční stříkačky do ampulky s práškem glukagonu, protřepat a natáhnout hotový roztok glukagonu zpět do injekční stříkačky. Lze aplikovat jak podkožně, tak i do svalu (přičemž ze svalu se glukagon vstřebává rychleji). Při těžké hypoglykémii jde o čas, tudíž je třeba aplikaci provést co nejrychleji, protože těžká hypoglykémie může poškodit mozek. Nejlépe je postiženému píchnout glukagonovou injekci (klidně i přes oděv) do stehenního svalu. Pokud se glykémie začne zvedat, počkáme, až diabetik nabude vědomí a dáme mu sladké jídlo (nejlépe v tekuté formě). Pokud se však diabetik z bezvědomí neprobere, je třeba zavolat rychlou zdravotnickou pomoc. Podání glukagonu ústy nepřichází v úvahu, jelikož díky polypeptidické struktuře se glukagon v trávicím traktu rozkládá.

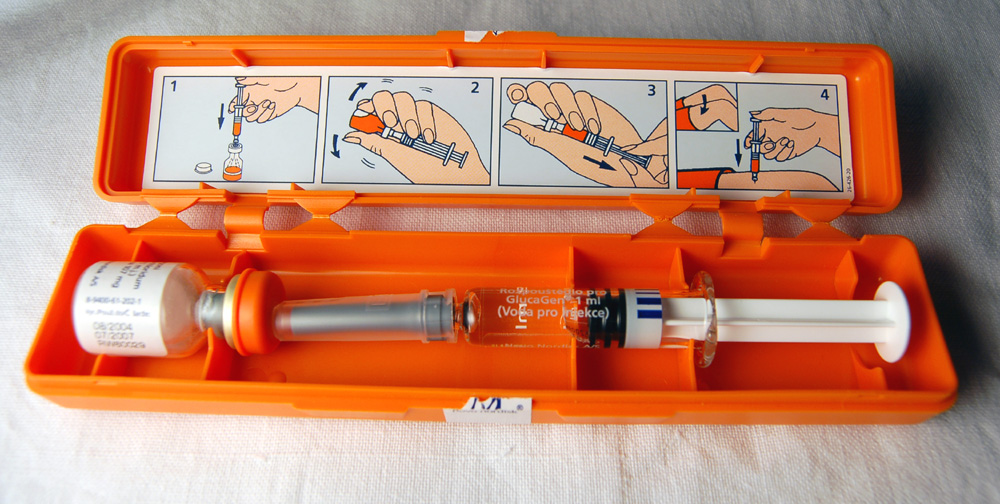
Oranžová krabička poslední pomoci pro diabetiky v hypoglykemickém komatu GlucaGen HypoKit

Účinek glukagonu je závislý na přítomnosti zásob živočišného škrobu v játrech. Při vyčerpání následkem extrémní svalové námahy, nebo hladovění nemá glukagon efekt.

### Alkohol a GlucaGen HypoKit
Aplikace glukagonu však rovněž není účinná, když je diabetik v hypoglykemickém kómatu ve stavu opilosti. Játra opilého člověka mají v žebříčku priorit odbourávání alkoholu výše, než rozkládání zásobního cukru glykogenu, což je v této situaci pro játra podřadnější úkol. Také alkohol sám o sobě snižuje glykémii a lehká opilost navozuje stejné pocity jako hypoglykémie. Proto se diabetikům doporučuje buď úplná abstinence, nebo pít jen do té míry, kdy je diabetik ještě sám schopen si změřit glykémii a doplnit sacharidový deficit.

### Pomocný lék při těžké alergické reakci
Při těžké alergické reakci u pacienta léčeného betablokátory (látky používané k léčbě vysokého krevního tlaku) nemusí účinkovat základní lék Adrenalin. Podání glukagonu umožní správnou funkci adrenalinu.